# Vasily Buslayev
Vasily Buslayev (tiếng Nga: Василий Буслаев) là một nhân vật anh hùng trong kho tàng sử thi dân gian vùng Novgorod.

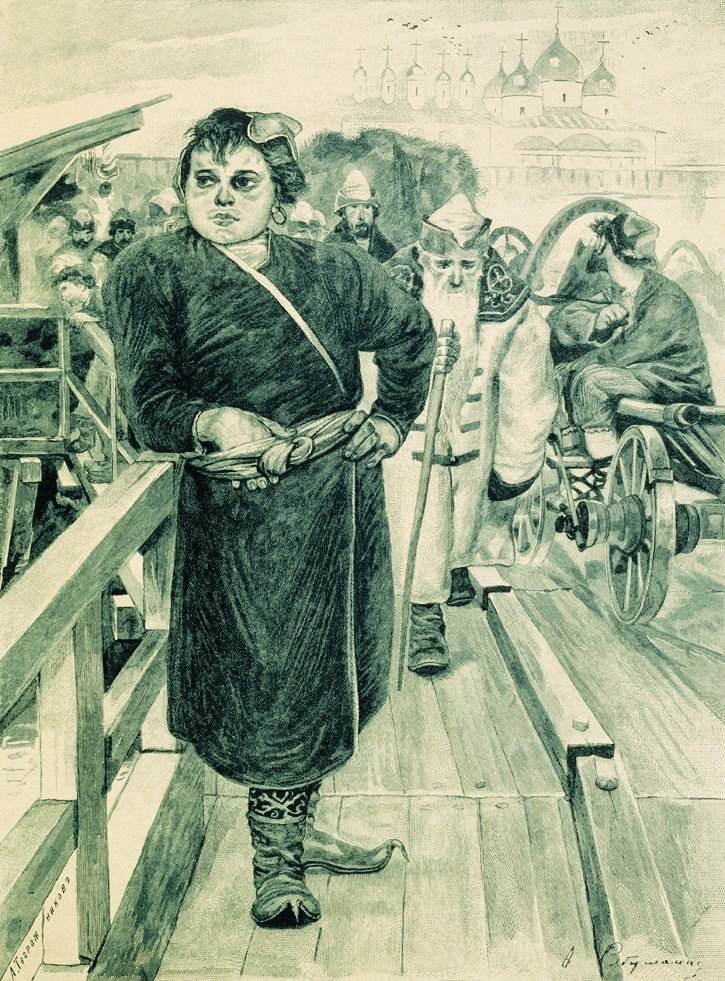
Vasily Buslayev - Minh họa của Ryabushkin trong cuốn Các nhân vật anh hùng trong kho tàng sử thi Nga (1895)